# Modelo de Milne
Modelo de Milne foi um modelo cosmológico relativista especial proposto por Edward Arthur Milne em 1935. É matematicamente equivalente a um caso especial do modelo FLRW no limite de densidade de energia zero (ou seja, um universo vazio) e obedece princípio cosmológico. O modelo de Milne também é semelhante ao espaço de Rindler, uma simples re-parametrização do espaço de Minkowski.
Desde que caracteriza a densidade de energia zero e a curvatura espacial maximamente negativa, o modelo de Milne é contradito por observações cosmológicas. Os cosmologistas realmente observam o parâmetro de densidade do universo como consistente com a unidade e sua curvatura para ser consistente com a planicidade.